# Cúp bóng đá Nam Mỹ 1975
Cúp bóng đá Nam Mỹ 1975 là Cúp bóng đá Nam Mỹ lần thứ 30, diễn ra ở tất cả các quốc gia Nam Mỹ từ 17 tháng 7 đến 28 tháng 10 năm 1975. Giải đấu có 10 đội tuyển tham gia, chia làm 3 bảng 3 đội để chọn ra 4 đội xuất sắc nhất lọt vào bán kết. Peru giành chức vô địch lần thứ hai sau khi vượt qua Colombia ở trận chung kết. Đây là giải đấu đầu tiên của cúp bóng đá Nam Mỹ sau khi đổi tên giải này từ giải vô địch bóng đá Nam Mỹ thành cúp bóng đá Nam Mỹ (Copa America).

## Vòng bảng

### Bảng A
| Đội       | Pld | W | D | L | GF | GA | GD  | Pts |
| --------- | --- | - | - | - | -- | -- | --- | --- |
| Brasil    | 4   | 4 | 0 | 0 | 13 | 1  | +12 | 8   |
| Argentina | 4   | 2 | 0 | 2 | 17 | 4  | +13 | 4   |
| Venezuela | 4   | 0 | 0 | 4 | 1  | 26 | −25 | 0   |

| Venezuela | 0–4 | Brasil                                     |
| --------- | --- | ------------------------------------------ |
|           |     | Romeu 2' · Danival 50' · Palhinha 82', 88' |

| Venezuela   | 1–5 | Argentina                                      |
| ----------- | --- | ---------------------------------------------- |
| Iriarte 14' |     | Luque 12', 34', 66' · Kempes 30' · Ardiles 86' |

| Brasil                   | 2–1 | Argentina |
| ------------------------ | --- | --------- |
| Nelinho 31', 55' (ph.đ.) |     | Asad 11'  |

| Argentina | 11–0 | Venezuela |
| --- | ---- | --------- |
| D. Killer 8', 41', 62' · Gallego 14' · Ardiles 39' · Kempes 53', 81' · Zanabria 56', 64' · Bóveda 80' · Luque 85' |      |           |

| Brasil                                                                        | 6–0 | Venezuela |
| ----------------------------------------------------------------------------- | --- | --------- |
| Roberto Batata 6', 79' · Nelinho 9' · Danival 37' · Campos 53' · Palhinha 65' |     |           |

| Argentina | 0–1 | Brasil      |
| --------- | --- | ----------- |
|           |     | Danival 45' |

### Bảng B
| Đội     | Pld | W | D | L | GF | GA | GD | Pts |
| ------- | --- | - | - | - | -- | -- | -- | --- |
| Perú    | 4   | 3 | 1 | 0 | 8  | 3  | +5 | 7   |
| Chile   | 4   | 1 | 1 | 2 | 7  | 6  | +1 | 3   |
| Bolivia | 4   | 1 | 0 | 3 | 3  | 9  | −6 | 2   |

| Chile        | 1–1 | Perú      |
| ------------ | --- | --------- |
| Crisosto 10' |     | Rojas 72' |

| Bolivia        | 2–1 | Chile      |
| -------------- | --- | ---------- |
| Mezza 60', 75' |     | Gamboa 41' |

| Bolivia | 0–1 | Perú        |
| ------- | --- | ----------- |
|         |     | Ramírez 17' |

| Perú                                         | 3–1 | Bolivia           |
| -------------------------------------------- | --- | ----------------- |
| Ramírez 7' (ph.đ.) · Cueto 26' · Oblitas 52' |     | Mezza 58' (ph.đ.) |

| Chile                                       | 4–0 | Bolivia |
| ------------------------------------------- | --- | ------- |
| Araneda 40', 87' · Ahumada 61' · Gamboa 71' |     |         |

| Perú                                  | 3–1 | Chile              |
| ------------------------------------- | --- | ------------------ |
| Rojas 3' · Oblitas 32' · Cubillas 39' |     | Carlos Reinoso 76' |

### Bảng C
| Đội      | Pld | W | D | L | GF | GA | GD | Pts |
| -------- | --- | - | - | - | -- | -- | -- | --- |
| Colombia | 4   | 4 | 0 | 0 | 7  | 1  | +6 | 8   |
| Paraguay | 4   | 1 | 1 | 2 | 5  | 5  | 0  | 3   |
| Ecuador  | 4   | 0 | 1 | 3 | 4  | 10 | −6 | 1   |

| Colombia | 1–0 | Paraguay |
| -------- | --- | -------- |
| Díaz 83' |     |          |

| Ecuador                   | 2–2 | Paraguay       |
| ------------------------- | --- | -------------- |
| Lasso 38' · Castañeda 47' |     | Kiese 16', 87' |

| Ecuador     | 1–3 | Colombia                           |
| ----------- | --- | ---------------------------------- |
| Carrera 40' |     | Ortiz 15' · Retat 75' · Castro 83' |

| Paraguay | 0–1 | Colombia |
| -------- | --- | -------- |
|          |     | Díaz 40' |

| Colombia              | 2–0 | Ecuador |
| --------------------- | --- | ------- |
| Díaz 15' · Calero 42' |     |         |

| Paraguay                  | 3–1 | Ecuador       |
| ------------------------- | --- | ------------- |
| Báez 21' · Rolón 39', 58' |     | Castañeda 31' |

## Vòng cuối

### Bán kết
| Colombia                                              | 3–0 | Uruguay |
| ----------------------------------------------------- | --- | ------- |
| Angulo 53' · Ortiz 70' · Díaz 90' · De los Santos 17' |     |         |

| Brasil             | 1–3 | Perú                              |
| ------------------ | --- | --------------------------------- |
| Roberto Batata 54' |     | Casaretto 19', 88' · Cubillas 82' |

| Uruguay                | 1–0 | Colombia |
| ---------------------- | --- | -------- |
| Morena 17' (ph.đ.) 80' |     |          |

| Perú | 0–2 | Brasil                           |
| ---- | --- | -------------------------------- |
|      |     | Meléndez 10' (l.n.) · Campos 61' |

(*) Peru giành quyền vào chung kết.

### Chung kết
| Colombia   | 1–0 | Perú |
| ---------- | --- | ---- |
| Castro 38' |     |      |

| Perú                      | 2–0 | Colombia |
| ------------------------- | --- | -------- |
| Oblitas 18' · Ramírez 44' |     |          |

### Đá lại
| Perú      | 1–0 | Colombia |
| --------- | --- | -------- |
| Sotil 25' |     |          |

### Vô địch
| Vô địch Copa América 1975 Peru Lần thứ hai |

## Danh sách cầu thủ ghi bàn
| 4 bàn - Leopoldo Luque - Ernesto Díaz 3 bàn - Mario Kempes - Daniel Killer - Ovidio Mezza - Danival - Nelinho - Palhinha - Roberto Batata - Juan Carlos Oblitas - Oswaldo Ramírez 2 bàn - Osvaldo Ardiles - Mario Zanabria | - Campos - Luis Araneda - Miguel Angel Gamboa - Ponciano Castro - Willington Ortiz - Polo Carrera - Hugo Enrique Kiese - Clemente Rolón - Enrique Casaretto - Teófilo Cubillas - Percy Rojas 1 bàn - Julio Asad - Ramón Bóveda - Américo Gallego - Romeu | - Sergio Ahumada - Julio Crisosto - Carlos Reinoso - Edgar Angulo - Oswaldo Calero - Eduardo Retat - Gonzalo Castañeda - Félix Lasso - Carlos Báez - César Cueto - Hugo Sotil - Fernando Morena - Ramón Iriarte phản lưới nhà - Julio Meléndez (trận gặp Brasil) |